# 테스트밸리

테스트밸리의 위치

테스트밸리(영어: Test Valley)는 잉글랜드 햄프셔주에 위치한 비도시 자치구로 중심 도시는 앤도버이며 인구는 119,332명(2014년 기준), 면적은 627.6km2이다.